# Nicola Guerrazzi
Nicola Guerrazzi, talvolta Niccola Guerrazzi (Palaia, 16 maggio 1836 – Follonica, 10 luglio 1912), è stato un patriota e militare italiano.

## Biografia
Nato a Palaia da Anton Maria Guerrazzi e Maria Campinotti, Nicola compì gli studi a Firenze, dove all'età di sedici ricevette, da parte del comune fiorentino, la medaglia d'argento al valore civile per avere salvato la vita ad una donna e un bambino in seguito ad un incidente sui lungarni. Avvicinatosi verso posizioni liberali e democratiche, fu arrestato e condotto al Bargello nel 1855 per avere partecipato ad una manifestazione. In seguito al rilascio, si trasferì a Lucca e poi a Genova, ma dovette lasciare anche questa città per avere preso parte a iniziative repubblicane. Spostatosi a Marsiglia, entrò in contatto con Felice Orsini con l'intenzione di raggiungerlo a Parigi, arrivandovi però poco dopo l'attentato a Napoleone III e trovandosi costretto a fuggire a Barcellona.
Rientrato in Italia nel 1859, partecipò alla guerra con il grado di sottotenente nei Cacciatori delle Alpi di Giuseppe Garibaldi e nel 1860 è volontario garibaldino nella spedizione dei Mille. Combatté in Sicilia con la spedizione Nicotera e fu promosso al grado di capitano per atti di valore dopo la battaglia del Volturno. Nel 1865 prese dimora a Follonica quando assunse i lavori di sterro di piazza della Dogana. Nel 1867 Guerrazzi organizzò un gruppo di volontari per la "Colonna maremmana", che dovevano unirsi alle truppe garibaldine per muovere alla liberazione di Roma: la "Colonna maremmana", dopo aver effettivamente superato i confini dello Stato pontificio, si scontrerà con le truppe papaline a Farnese.
Rientrato stabilmente a Follonica, sposò nel 1872 in seconde nozze Adele Mazzoni, la figlia del triumviro Giuseppe Mazzoni. Nell'ottobre 1888 fu candidato alle elezioni politiche per la Camera dei deputati nel collegio elettorale di Pistoia in rappresentanza della città di Prato – unita al collegio pistoiese per quella legislatura – ottenendo però solo 721 voti contro i 2 889 dello sfidante Michelangelo Bastogi.
Guerrazzi continuerà per tutto l'arco della sua vita a conservare radicate posizioni anticlericali, auspicando fino alla fine dei suoi giorni la realizzazione di una «Repubblica universale». Morì a Follonica il 10 luglio 1912.
Esponente della massoneria, gli è stata intitolata la loggia massonica di Massa Marittima fondata nel 1967, con sede in palazzo Malfatti. Inoltre, una piazza a Follonica porta il suo nome.

## Archivio
Il fondo Nicola Guerrazzi costituisce l'archivio personale del patriota garibaldino, che copre un periodo compreso tra il 1859 e il 1912. Custodito nella biblioteca comunale Chelliana di Grosseto, come per volere testamentario del Guerrazzi, comprende principalmente lettere e manoscritti che documentano il periodo risorgimentale e il suo temperamento rivoluzionario. Tra le varie carte dell'epistolario, si trova corrispondenza con varie personalità notevoli dell'epoca: Ettore Socci, Carlo Dotto de' Dauli, Giuseppe Dolfi, Giovanni Marchi, Ilario Mazzoni, ma anche alcune lettere di Giuseppe Garibaldi, Agostino Bertani, Giosuè Carducci e Diego Martelli.